# Justicia fulvicoma
Justicia fulvicoma es una especie de planta floral del género Justicia, familia Acanthaceae.
Es nativa de Ecuador, El Salvador, Guatemala y México.